# Никольское (Ярский район)
Нико́льское — село в Ярском районе Удмуртии. Входит в состав Уканского сельского поселения.

## География
Село находится на северо-западе республики, на расстоянии примерно 24 км (по прямой) к юго-западу от посёлка Яр, административного центра района.

### Часовой пояс
Село Никольское, как и вся Удмуртия, находится в часовой зоне МСК+1. Смещение применяемого времени относительно UTC составляет +4:00.

## Население
| 2010 | 2012 |
| ---- | ---- |
| 251  | ↘241 |

### Национальный состав
Согласно результатам переписи 2002 года, в национальной структуре населения удмурты составляли 84 % из 341 чел.